# Požig
Požig je kaznivo dejanje, zavestno in zlonamerno podtikanje ognja v stavbah in v naravi, lahko se razlikuje od drugih razlogov vžiga, kot so samovžig, naravni požari in tudi požig iz malomarnosti. Študija o vzrokih je predmet preiskave požara.

## Motivi za požig in vzročne povezave

### Kaznivo dejanje
Večina požigov je zaradi zavarovalnih goljufij in prikrivanje drugih kaznivih dejanj (kot so vlomi, poneverbe).

### Moteno ravnanje
Gre za požigalce patoloških značilnosti, kot so: maščevanje, sovraštvo, lubosumje, vandalizem in piromanija. Je pogosto tesen odnos med storilcem in lastnikom poškodovanih stvar.

### Politično motivirano nasilje
Storilec poskuša s pritiskom v javnosti doseči spremembo obstoječih razmer. To so lahko politični, socialni, etnični ali verski motivi (gospodarske sabotaže, propaganda, delovni spori, ustrahovanje, izsiljevanje, teror). V primeru politično motiviranega nasilja, govorimo o požig.

## Požig in pravo
V Kazenskem zakoniku Republike Slovenije je požig opredeljen v 226. členu, ki pravi:
1. Kdor požge tujo hišo ali drugo stavbo, namenjeno za bivanje, gospodarsko poslopje ali poslovno stavbo ali stavbo, ki je v javni rabi, se kaznuje z zaporom od enega do osmih let.
2. Če so požgane stvari iz prejšnjega odstavka last tistega, ki je požgal, ravnal pa je iz zlobnih ali drugih nizkotnih nagibov, se kaznuje z zaporom do petih let.